# Dorrington (Shropshire)
Dorrington – wieś w Anglii, w hrabstwie Shropshire. Leży 10 km na południe od miasta Shrewsbury i 220 km na północny zachód od Londynu.